# Titan (databas)
Titan är en databas som finns hos Försvarets radioanstalt (FRA) där tele- och datakontakter (trafikdata) lagras. 
Databasens existens var okänd bland allmänheten fram till 16 juni 2008 när den avslöjades av journalisten Filip Struwe i SVT Rapport. Verksamheten beträffande teletrafik har pågått sedan tidigast 1993 och internettrafik kan ha registrerats sedan 2000. Avslöjandet visade på en avvikelse från regeringens bild av att FRA:s insamling och lagring varit smal och endast begränsad till "yttre hot". Vid tidpunkten för avslöjandet skedde lagringen med gallring efter 18 månader, men detta ändrades från 1 december 2009 till 12 månader. Källan till SVT Rapports reportage har eftersökts av SÄPO, men förundersökningen är numera nedlagd.
FRA:s utvecklingsverksamheten regleras i 1 § tredje stycket lag (2008:717) om signalspaning i försvarsunderrättelseverksamhet. Verksamheten enligt detta lagrum är till sin omfattning inte begränsad till de yttre hot som anges i FRA:s ändamålskatalog för försvarsunderrättelseverksamhet (yttre militära hot, internationell terrorism, m.m.), vilket möjliggör en bred inhämtning av information som inte rör yttre hot.
Enligt 1 § tredje stycket signalspaningslagen förutsätter inhämtning av metadata (data om data, såsom till exempel kanalnummer och bärfrekvens), verksamheten avser normalt inte innehållet i meddelanden och kan komma att innefatta inhämtning av information, till exempel om mellan vilka viss kommunikation äger rum, som är känslig ur integritetssynpunkt. Detta utgör stöd för uppfattningen att FRA inhämtar trafikdata i den så kallade utvecklingsverksamheten.

## Lagring
Försvarets radioanstalt har en "Källdatabas", numera benämnd som "uppgiftssamling för råmaterial", som kan avse Trafikdatabasen Titan. Förarbetena till lagstiftningen anger att Källdatabasen är en omfattande databas. Den innehåller personuppgifter som kan eftersökas, till exempel namn på personer, adresser eller personnummer. I sakens natur ligger att även personuppgifter som rör politiska åsikter, etniskt ursprung och andra känsliga personuppgifter kan förekomma.
I de ändringar i lagstiftningen som genomfördes den 14 oktober 2009 finns inget specifikt som begränsar trafikdatalagringen utöver att lagringen av rådata minskat från 18 till 12 månader. Denna ändring trädde ikraft den 1 december 2009. Staffan Danielsson (c) har bekräftat detta. Han skrev den 12 oktober 2009 att den information som FRA erhåller vid signalspaning mot allvarliga säkerhetshot respektive vid teknisk utvecklingsspaning lagras i en källdatabas, varvid den nya lagstiftningen begränsar lagring till max 12 månader.

### Tillståndsprövning
Försvarsunderrättelsedomstolens tillståndsprövning omfattar även den verksamhet som bedrivs enligt 1 § tredje stycket signalspaningslagen. Av regeringens proposition 2008/09:201 framgår att tillståndskrav för all signalspaning innebär att tillstånd ska krävas även för inhämtning i den så kallade utvecklingsverksamheten. Det framgår dock att försvarsunderrättelsedomstolen kommer att ha små möjligheter att neka ansökningar från Försvarets radioanstalt eftersom domstolen inte ska ta ställning om ett sådant behov föreligger. I förarbetena anges att riksdagen genom antagandet av lagstiftningen redan har tagit ställning för detta och att domstolen inte ska göra en egen bedömning.

### Utbyte med andra länder
Trafikdata får utbytas med andra länder och det finns inget krav på att sådant utbyte ska vara kopplat till yttre hot. I signalspaningslagen anges att FRA får för utvecklingverksamheten, enligt regeringens närmare bestämmande, etablera och upprätthålla samarbete i signalspaningsfrågor med andra länder och internationella organisationer. I 1 kap. 17 § lagen (2007:259) om behandling av personuppgifter i Försvarets radioanstalts försvarsunderrättelse- och utvecklingsverksamhet anges att personuppgifter som behandlas med stöd av nämnda lag får föras över till andra länder eller mellanfolkliga organisationer.

## Försvarets radioanstalts beskrivning
I det dokument som läckte från Försvarets radioanstalt och publicerades den 16 juni 2008 av SVT Rapport återges en frågestund med myndighetens anställda där en av dem vill att myndighetens hemsida ska kompletteras avseende FRA:s inhämtning av trafikdata. I dokumentet framkommer följande:
1) FRA lagrar redan stora mängder information som därefter söks igenom, 2) FRA skiljer på hanteringen av innehåll och trafikdata,
3) trafikdata lämpar sig volymmässigt bättre för lagring än innehåll, 4) trafikdata är ett verktyg för inriktningsbeslut och möjligheten att finna nya urvalsparametrar,
5) FRA anger att de är mycket angelägna om att använda trafikdata även i framtiden, 6) med ökad framtida kryptering och ständigt ökande trafikvolymer ökar trafikbearbetningens styrkor i förhållande till den klassiska icke-militära innehållsbearbetningen och
7) de sökbegrepp som styr vad som ska inhämtas kan omfatta ”svenska parametrar”.

## Motsvarighet i andra länder
Genom uppgifter som presenterats i media, utredningar och parlamentariska utfrågningar har det framkommit att organisationer i andra länder som motsvarar FRA inhämtar och använder trafikdata.

### USA
USA Today avslöjade den 10 maj 2006 att National Security Agency, den amerikanska motsvarigheten till Försvarets radioanstalt, har en liknande databas, NSA Call Database. Det uppskattas att databasen innehåller information om mer än 1,9 biljoner telefonsamtal.

### Storbritannien
I Storbritannien finns det ett förslag om att trafikdata rörande all kommunikation, inklusive inhemsk, ska lagras i en central databas av Government Communications Headquarters, den brittiska motsvarigheten till Försvarets radioanstalt. Databasen har benämnts som "Big Brother Database", vilket har tonats ner av regeringsföreträdare. Förslaget har det officiella namnet Interception Modernisation Programme. Systemet bygger på att tusentals "svarta boxar" kopplas till kommunikationsnätet,  inte helt olikt de samverkanspunkter som Försvarets radioanstalt ska använda, med den väsentliga skillnaden att det brittiska förslaget även rör inhemsk kommunikation.

### Kanada
I ett senatsförhör i Kanada den 30 april 2007 framkom det att John Adams, chefen för Communications Security Establishment ansåg att den kanadensiska lagstiftningen borde ändras så att organisationen skulle ha färre begränsningar avseende inhämtning av trafikdata.